# برجکی نوک‌تیز
برجکی نوک‌تیز (نام علمی: Turritella acropora) نام یک گونه از سرده برجکی‌ها است.